# Mosteiro Novo
O Mosteiro Novo (em grego: Νέα Μονή; romaniz.: Nea Moni; lit. "Mosteiro novo") é um mosteiro ortodoxo do Século XI na Ilha de Quios que foi reconhecido como Patrimônio Mundial da UNESCO. Encontra-se no monte Provateio Oros, no interior da ilha, ao redor de 15 quilômetros da cidade de Quios. Muito conhecido por seus mosaicos que, junto com os do Mosteiro de Dafne e de Hossios Luckas, encontram-se como os melhores exemplos de arte bizantina na Grécia.

## História
O mosteiro foi construído em meados do Século XI, pelo imperador bizantino Constantino IX Monômaco e sua esposa, a imperatriz Zoé Porfirogênita. Segundo a tradição, construiu-se no lugar de onde três monges, Nikitas, Ioannes e Iosif, encontraram milagrosamente uma imagem da Virgem Maria, em uma moita de murta-comum. Naquela época, Constantino estava exilado próximo a Lesbos, e os monges o visitaram e lhe falaram de uma visão segundo a qual com o tempo, ele converteria-se em imperador. Constantino prometeu construir uma igreja se isto ocorresse. Em 1042, Constantino foi nomeado imperador e como sinal de gratidão começou a construir o mosteiro, dedicando-o a Teotokos. A igreja principal (o katholikon) foi inaugurada em 1049 e o complexo foi terminado em 1055, após a morte de Constantino.
Como resultado das concessões de terras, isenções fiscais e outros privilégios concedidos por imperadores sucessivos, o mosteiro prosperou durante o período bizantino. Com o passar dos séculos, o mosteiro arrecadou riquezas substanciais e converteu-se em um dos mais ricos do Mar Egeu. No seu ápice, ao redor do ano 1300, suas terras cobriam um terço de Quios e estima-se que ao redor de 800 monges pertenciam a ele. A posterior dominação genovesa reduziu sua riqueza, mas o mosteiro prosperou de novo durante a época otomana, quando estava diretamente sujeito ao Patriarca de Constantinopla e desfrutou de uma autonomia considerável. O escritor do começo do século XVII Samuel Purchas narrou que tinha cerca de 200 monges e que eram os únicos em toda a Grécia que tinham o direito de usar sinos. Durante o século XVII o número de monges seguiu diminuindo, mas recuperou-se no século seguinte. O Patriarca de Jerusalém, Crisantos Notaras, e o sacerdote francês Fourmont, que visitaram o mosteiro em 1725 e 1729 respectivamente, comentaram sobre o grande número de monges, a quantidade de relíquias conservadas e a beleza da igreja e sua decoração.
O declínio do mosteiro só começou após o Massacre de Quios pelos otomanos em 1822, durante a Guerra de Independência da Grécia. O mosteiro foi saqueado e foram levados muitos objetos; depois disso o mosteiro não recuperou mais sua glória. Em 1881, um terremoto adicionou mais danos à igreja principal, causando a queda de sua cúpula, enquanto outras construções como o campanário de 1512, ficaram destruídos. Em 1952, devido a escassez de monges, Mosteiro Novo foi convertido em um convento. Segundo o censo de 2001, só era habitado por três monjas.

## Estruturas e arquitetura

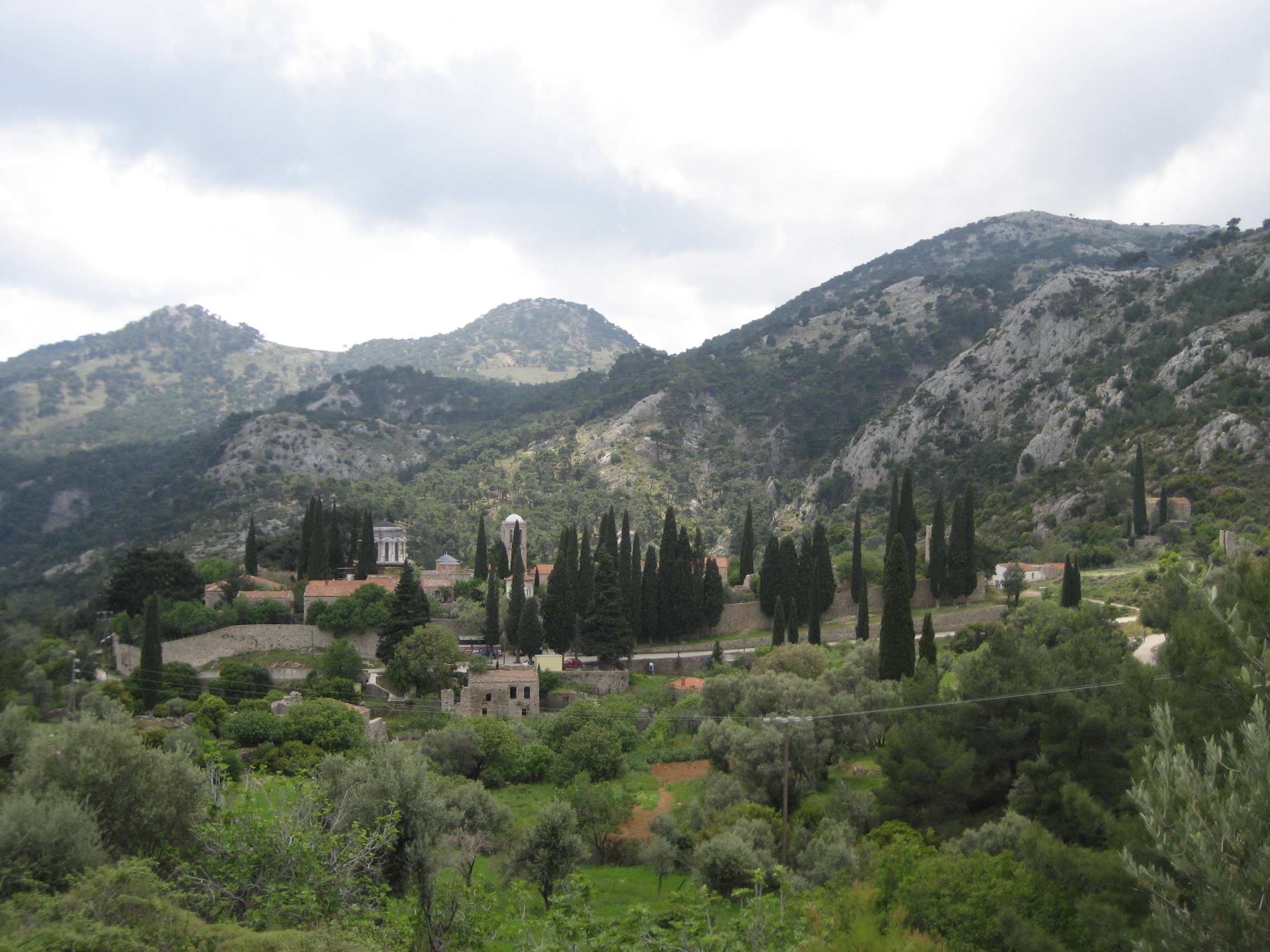
Mosteiro Novo formado pelo katholikon, duas igrejas menores, o refeitório, as celas dos monges e a sala de recepção.

O complexo monástico cobre uma superfície de cerca de 17.000 m2 e é formado por um katholikon, duas igrejas menores (dedicadas respectivamente a Santa Cruz e a São Pantaleão de Nicomédia), o refeitório (trapeza), as celas dos monges (kelia), a sala de recepção (triklinon) e uma cisterna subterrânea de água (kinsterna). O complexo está rodeado por um muro e na esquina noroeste encontra-se uma torre de defesa, que, em tempos antigos, era usada como biblioteca. Além disso, fora dos muros, perto do cemitério dos monjes, há uma pequena capela dedicada a São Lucas.
O katholikon é a estrutura central do mosteiro, dedicada a Glorificação da Virgem Maria. É composto pela igreja principal, o esonártex e o exonártex. A igreja principal tem formato octogonal, do tipo chamado de «insular» que pode ser visto em Quios e em Chipre. Embora todas as três seções datem do Século XI, a igreja principal sofreu um dano significativo em 1822 e em 1881 tendo como resultado final, uma alteração do formato octogonal original. O campanário foi construído em 1900, realocando um mais antigo, construído em 1512.. No início,os restos dos três fundadores ficavam no exonártex, mas a maioria destes foram destruídos durante o saque de 1822.
Junto com o katholikon, os únicos restos de construções do Século XI que restam são a torre parcialmente destruída, a capela de São Lucas, a cisterna e partes do refeitório. As celas, a maior parte delas em ruínas, datam dos períodos veneziano e genovês. Existe um pequeno museu, aberto em 1992 ao noroeste do katholikon, dentro de uma cela reformada. Os objetos à exposição são, na sua maioria, do século XIX.